# Bernhard Zünkeler
Bernhard Zünkeler (geb. 1965 in Bochum) ist ein deutscher Künstler und Kurator und ehemaliger Wirtschaftsjurist.

## Leben
Bernhard Zünkeler studierte Rechtswissenschaft und Kunstgeschichte in Bonn, Glasgow und Bremen und promovierte zum Dr. jur. Er arbeitete zwölf Jahre als Rechtsanwalt mit dem Schwerpunkt Unternehmensumstrukturierungen. Seit 2009 widmet er sich hauptberuflich der Kunst.
2009 war er Mitgründer des Forschungsinstituts artlab21, aus dessen Arbeit 2012 das „Kunstlabor“ ESMoA in El Segundo, Los Angeles County, im US-Bundesstaat Kalifornien hervorging, dessen Chefkurator Zünkeler bis heute ist. Seine Arbeit als Kurator sieht er weniger in der Planung und Durchführung klassischer Ausstellungen als in partizipativen Events.
Außerdem arbeitet er als Aktionskünstler und ist Mitbegründer des Künstlerkollektivs Freeters in Bonn.
2022 erschien die Langzeit-Dokumentation Art is a State of Mind von Aljoscha Pause, die Zünkelers Aktivitäten über einen Zeitraum von neun Jahren zeigt.

## Partizipative Ausstellungen / Experiences (Auswahl)

### Als Kurator
- 2013: Sting, ESMoA, u. a. mit dem kubanischen Künstler Fidel Garcia[8]
- 2014: Scratch, ESMoA, u. a. mit Big Sleeps, in Zusammenarbeit mit Getty Research Institute[9]
- 2015: Spark, ESMoA, u. a. mit der deutschen Schriftstellerin Cornelia Funke[10]
- 2016: Studio, ESMoA, in Zusammenarbeit mit Los Angeles County Museum of Art
- 2016: Plan, ESMoA, in Zusammenarbeit mit The Wende Museum
- 2019: Eat, ESMoA
- 2019: Plant, ESMoA[11]
- 2020: Stardust, ESMoA[12]

### Kooperative Projekte (Auswahl)
- Künstlerische Zusammenarbeit mit der Industriedenkmal-Stiftung NRW bei Ausstellungen auf dem Gelände der Kokerei Hansa.
- Mitgestaltung des Start-Up Campus Grow von Bosch in Ludwigsburg[13]
- Mitarbeit an der Neugestaltung des Headquarters der Deutschen Telekom, Bonn[14]

## Veröffentlichungen
- Juicy Gray – Atlas der Kreativität, brandeins Verlag, 2023

## Preise
- 2015: German Design Award[15]